# Psárka polní
Psárka polní (Alopecurus myosuroides) je jednoletá tráva, jeden ze čtyř druhů rodu psárka rostoucích v České republice. Tento druh, zdomácnělý archeofyt považovaný za plevel, se ještě před půl stoletím vyskytoval v české přírodě jen vzácně. V současnosti se intenzivně rozšiřuje a zapleveluje hlavně obiloviny.

## Rozšíření
Druh pochází z území rozprostřeného na jih od Alp, z evropských i afrických oblasti okolo Středozemního moře až po Střední Asii. V dávné minulosti byl, pravděpodobně s osivem, zavlečen téměř do všech evropských zemí a později také do Číny, Ameriky, Austrálie i na Nový Zéland.
V ČR zprvu rostl převážně na ruderálních stanovištích, po 2. světové válce se jeho výskyt zintenzívnil a začal se přesouvat do polních lokalit. Na větší vzdálenosti je zavlékán hlavně se semeny obilnin a travin, často ho nalezneme růst podél železničních tratí a na různých překladištích. Plevel má zatím v ČR pouze lokální význam, ale v některých teplejších lokalitách Čech je již silně přemnožen. Evropou se postupně šíří směrem na sever.

## Ekologie
Vyskytuje se především na středních až těžkých vlhkých půdách dobře zásobených vápníkem a ostatními živinami. Nejčastěji to jsou naplaveniny, hnědozemě a gleje. Rostlina silně odnožuje, průměrně vytvoří až 6 odnoží. Pro klíčení potřebuje teplotu mezi 3 až 5 °C a dostatek vláhy, nejsnáze klíčí z povrchových vrstev, světlo urychluje vzcházení.

## Popis
Jednoletá, trsnatá, trávovitá rostlina s 20 až 50 cm vysokými, na bázi větvenými, rýhovanými a drsnými stébly se třemi až pěti lysými kolénky. Stébla bývají někdy poléhavá a ve spodních kolénkách prohnutá. Listové čepele, asi 4 až 8 mm široké a 5 až 15 cm dlouhé jsou ploché, rýhované a na líci a po okrajích drsné. Pochvy jsou slabě nafouklé a drsné, tupý jazýček bývá okolo 2 mm dlouhý a ouška chybí.
Květenství je hustý, úzce válcovitý lichoklas, 5 až 12 cm dlouhý a 3 až 5 mm široký. Jeho krátké větévky jsou tvořeny jedním až dvěma šedozelenými klásky asi 6 mm dlouhými s kratičkými stopkami. Klásky jsou jednokvěté, oboustranně stlačené a za zralosti vcelku opadavé. Obě plevy jsou stejné, trojžilné, zploštělé, bělavé, do poloviny srostlé a bezosinné. Kopinaté pluchy mají asi 8 mm dlouhou osinu vyčnívající daleko z klásku, plušky schází. V kvítku jsou tři tyčinky s prašníky a semeník se dvěma čnělkami s krátkými bliznami. Kvete od května do července, opylování je anemogamické.
Obilky jsou zploštělé, elipsoidní, 5  až 6 mm dlouhé, pluchaté, osinaté a slámově žluté, hnědé či nafialovělé. Na rostlině běžné velikosti jich dozrává okolo 300, na silně odnožené i tisíc. Rozšiřují se větrem, vodou, s osivem obilnin i travin, statkovými hnojivy i technikou.

## Možnost záměny
Psárku polní lze spolehlivě odlišit od ostatních druhů rostoucích v ČR pomoci kvantitativních znaků. Psárka polní a psárka luční mají znatelně delší osiny a delší lichoklasy než jednoleté psárka plavá a psárka kolénkatá. Vytrvalá psárka luční se od jednoleté psárky polní liší tlustšími lichoklasy a hlavně životní formou.

## Rozmnožování
Rostliny se rozmnožují výhradně generativně semeny (obilkami), která mají krátkou dobu dormance. Mladé semenáčky často vzcházejí z čerstvě dozrálých a z klásků vypadaných obilek již počátkem podzimu, jsou odolné, většinou zimu přežijí a na jaře pokračují v růstu; zbytek semen vyklíčí koncem března. Špatně vzcházejí z hloubky nad 5 cm, v půdě však vydrží živé po několik let.

## Význam
Tato rostlina patří mezi škodlivé plevele obilovin. Zapleveluje zejména ozimé obilniny, ale může se vyskytovat i v řepce, jarních obilninách, v porostech jetele a dalších plodinách. Vyznačuje se vysokou konkurenceschopností a plošnou rozpínavosti. Velmi dlouho vydrží zásoba semen v půdě.
V zemích západní Evropy, v poslední době i v Česku, byly shledány populace psárky polní rezistentní proti herbicidním přípravkům. Za nejspolehlivější preventivní ochranu před zaplevelením polí je považována kombinace těchto opatření: střídání plodin, zpracování půdy (orba, plečkování, vláčení), čistota osiva, výživa pěstovaných rostlin i kvalita statkových hnojiv.